# Sorbisk
De sorbiske sprog (øvresorbisk: serbsce, nedersorbisk: serbski) er to nært beslægtede sprog, der tales af sorbere, et slavisk mindretal i Lausitzregionen i det østlige Tyskland. De klassificeres under vestslaviskgren af indoeuropæiske sprog. Historisk har sprogene været kendt som vendiske. Deres fælles ISO 639-2 kode er wen. De er tæt knyttet til polsk, kasjubisk, tjekkisk og slovakisk.
Der er to skriftsprog: Øvresorbisk (øvresorbisk: hornjoserbsce), tales af omkring 40.000 mennesker i Sachsen og nedersorbisk (nedersorbisk: dolnoserbski) tales af omkring 10.000 mennesker i Brandenburg. Det område, hvor de to sprog tales, er kendt som Lausitz (øvresorbisk: Łužica, nedersorbisk: Łužyca og tysk: Lausitz).

## Historie
Efter indvandringen af sorbernes slaviske forfædre i de tidligere germanske områder (i et område, der stort set svarer til det tidligere Østtyskland) i det 5. og 6. århundrede, har sorbisk sprog (eller dets forgængere) været i brug i så godt som hele den sydlige halvdel af det tidligere Østtyskland i flere århundreder og har stadig sin højborg i Lausitz, hvor det nyder national beskyttelse og fremme, frem til i dag. Udenfor Lausitz er det blevet afløst af tysk, som følge af den officielle diskrimination fra 1200-tallet og frem. Det trykte sprog udviklede sammen med den vigtige oversættelse af Bibelen til sorbisk. Også på Lolland og Falster var der sorbisk indflydelse, hvad man stadig kan se af stednavne med endelserne -itze og -itse (f.eks. Corselitze, Kramnitse m.fl.). Det samme var tilfældet i det østlige Holsten.

## Geografisk fordeling
I Tyskland er øvre- og nedersorbisk officielt anerkendt og beskyttet som mindretalssprog. Begge sprog er officielt ligestillet med tysk.
Byen Bautzen i Oberlausitz er centrum for øvresorbisk kultur. Tosprogede skilte kan ses rundt omkring i byen, herunder navnet på byen, "Bautzen/' Budyšin".
Byen Cottbus (Chóśebuz) i Niederlausitz betragtes som nedersorbisk kulturelt centrum, også her findes tosprogede skilte.
Sorbisk er også blevet talt i den lille sorbiske ("vendiske") bebyggelse Serbin i Lee County i Texas, og det er muligt, at der stadig er nogle få der benytter sproget dér. Indtil for nylig blev der udgivet sorbiske aviser i bebyggelsen. Den lokale dialekt har været stærkt påvirket af de omkringboende tysk- og engelsktalende.
Mens de gamle tyskafledte betegnelser "vendere" og "vendisk", som engang betegnede "slavere"/"slavisk", er blevet bevaret i amerikanske og australske samfund, benyttes betegnelserne meget sjældent om "sobere" og "sorbisk" i Tyskland, da mange sobere anser disse betegnelser som nedsættende.
Sorbisk er kraftigt på retur. Antallet af personer, der bruger sorbisk som dagligsprog, er lavere end tallene ovenover. De fleste er primært tysksprogede, og taler kun sorbisk privat.
Især nedersorbisk er i fare for at uddø.

## Nærmeste genetiske slægtninge
De sorbiske sprogs nærmeste genetiske slægtninge er:
- Vestslavisk
  - Tjekkisk-Slovakiske sprog
    - Tjekkisk
    - Slovakisk
      - Østlige dialekter
        - Pannonisk [note 1]

  - Lekhitiske sprog
    - † Oldpolsk
      - Polsk

    - Schlesisk [note 2]
    - † Pommerske sprog
      - Kasjubisk

    - † Polabisk

  - Sorbiske sprog
    - Øvresorbisk
    - Nedersorbisk

  - † Knaanisk

Noter:
1. ↑  Alternativt opfattet som et østslavisk sprog, en ukrainsk dialekt, eller som en dialekt mellem vestukrainske dialekter og østslovakiske dialekter)
2. ↑  Nogle sprogforskere mener at schlesisk er en polsk eller oldpolsk dialekt, bortset fra Lach dialekter, som hører til det tjekkiske sprog

## Sorbiske ordbøger og leksika
- Sorbisches Institut: Lærebog i øvresorbisk (tysk-øvresorbisk) Arkiveret 9. august 2011 hos  Wayback Machine
- Tysk-nedersorbisk ordbog
- Nedersorbisk leksika (By- og gadenavne, professionelle og officielle titler)
- Øvresorbisk online ordbog
- Øvresorbisk retskrivningsordbog